# Ramachandrapuram, East Godavari
Ramachandrapuram là một thị trấn thuộc huyện East Godavari, bang Andhra Pradesh, Ấn Độ. The town is a Municipality which serves as the headquarters of Ramachandrapuram mandal and Ramachandrapuram revenue division.